# Yunus Emre

Yunus-Emre-Statue in der Stadt Hacıbektaş der Provinz Nevşehir

Yunus Emre (* um 1240; † um 1321) war ein türkischer Dichter und Mystiker (Sufi) der Bektaschi-Tariqa.
Er gilt als einer der ersten mystischen Volksdichter der osmanisch-türkischen Sprachtradition und wegen seiner im Volk verwurzelten Sprache, aber auch wegen seiner bescheidenen Lebensweise in der Türkei als wegweisender Dichter. 

## Leben und Schaffen
Ab dem 13. Jahrhundert verfassten Mystiker Verse in türkischer Sprache. Mit dem Namen Yunus Emre wird die Tradition des singbaren, einfachen mystischen Liedes in Zusammenhang gebracht. Diese Tradition gilt von da an typisch für die Literatur der Sufi-Orden, beispielsweise der Bektaschi-Derwische. Die Bektaschis bedienen sich der Traditionen dieses Gesangs, dem nefes („Atem“). Yunus Emre bediente sich ebenfalls dieses Gesangsstils, der von Aleviten deyiş („Gesprochenes“) bzw. deme („Gesagtes“) genannt wird.
Sämtliche Werke Yunus Emres sind als İlâhi-Sammlungen (Gesangbücher) überliefert.
Nach Auffassung der anatolischen Aleviten hat Yunus Emre das Alevitentum maßgeblich beeinflusst und manifestiert. Sie beziehen sich auf sämtliche Gedichte Yunus Emres, die Ali ibn Abi Talib preisen. Es gibt eine außerordentlich große Anzahl an Gedichten, die aus der Sicht der Aleviten als alevitische Gedichte gewertet werden können.
Im Buch von Annemarie Schimmel wird aber auch ein Gedicht Yunus Emres erwähnt, in dem Abu Bakr und Osman gepriesen werden.
Zentrales Thema seiner Gedichte ist die sufische Philosophie, die auf den Neuplatonismus zurückgeht. Nachdem er – wie er in seinen Gedichten angibt – „40 Jahre lang“ im Dienst eines Mystikers namens Taptuk Emre gestanden hat, wird er von seinem Dienst entbunden und führt fortan das Leben eines Derwischs.
Wegen seiner Dichtung zählen die Aleviten ihn zu ihren heiligen Dichtern, auch wenn er formell nicht hinzugerechnet wird. In der Türkei gilt er allgemein als ein fortgeschrittener Schüler (Derwisch) des Sufismus, speziell des Bektaschi-Ordens. Jedoch wird in Yunus Emres Gedichten Hacı Bektaş-ı Veli nicht erwähnt, so dass man laut Abdülbaki Gölpınarlı nicht davon ausgehen kann, dass Yunus Emre die Silsila von ihm hat.
In der Yunus-Emre-Moschee in Karaman soll sich sein Grab befinden. Seine Werke sind im türkischen Bildungswesen ab der Oberstufe Pflichtlektüre.

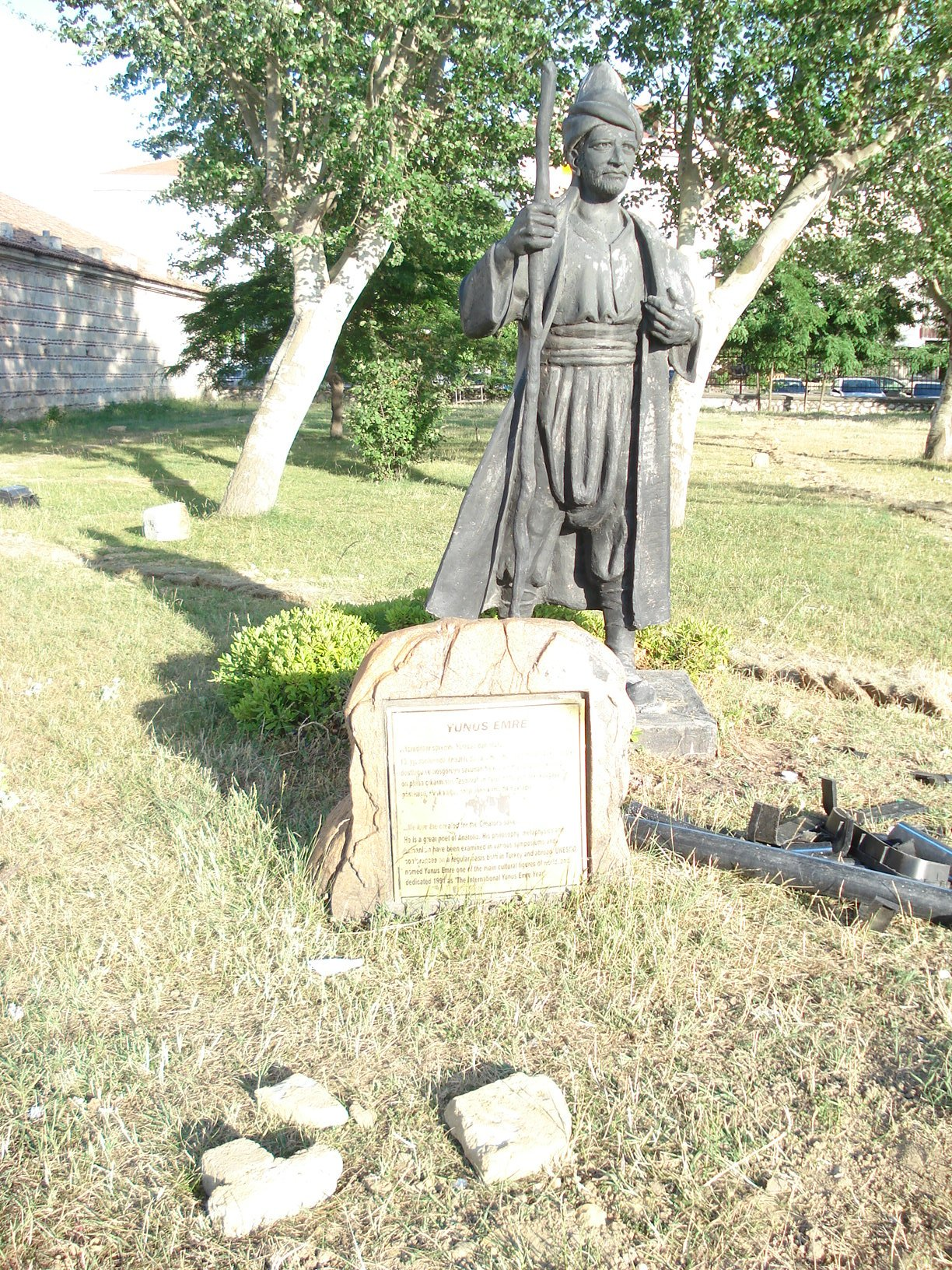
Yunus-Emre-Statue in Büyükçekmece

## Gedicht (Auswahl)
dolap niçin inilersin

derdim vardır inilerim

ben mevlâya âşık oldum

anın için inilerim

benim adım dertli dolap

suyum akar yalap yalap

böyle emreylemiş çalap

derdim vardır inilerim

beni bir dağda buldular

kolum kanadım yoldular

dolaba lâyık gördüler

derdim vardır inilerim

ben bir dağın ağacıyım

ne tatlıyım ne acıyım

ben mevlâya duacıyım

derdim vardır inilerim

dağdan kestiler hezenim

bozuldu türlü düzenim

ben bir usanmaz ozanım

derdim vardır inilerim

dülgerler hep beni yondu

her âzam yerine kondu

bu iniltim haktan geldi

derdim vardır inilerim

suyum alçaktan çekerim

dönüp yükseğe dökerim

görün ben neler çekerim

derdim vardır inilerim

YUNUS burda gelen gülmez

kişi muradına ermez

bu dünyada kimse kalmaz

derdim vardır inilerim
warum seufzst du / wasserrad ?

weil ich leide muß ich seufzen /

hab begonnen gott zu lieben /

darum darum muß ich seufzen

und ich heiße rad der schmerzen /

meine wasser rinnen rinnen /

denn so hat es gott befohlen /

weil ich leide muß ich seufzen

fanden sie mich im gebirge /

rissen zweig und flügel aus /

machten mich zum wasserrad /

weil ich leide muß ich seufzen

bin ich doch vom holz des bergbaums /

bin nicht süß und bin nicht bitter /

bin ein beter nur zu gott /

weil ich leide muß ich seufzen

ach / sie stutzten mir die äste /

wie ward die gestalt verändert /

bin ein nimmermüder sänger /

weil ich leide muß ich seufzen

zimmerleute schnitten zu /

paßten alle teile ein /

dieses seufzen schuf mir gott /

weil ich leide muß ich seufzen

unten schaufle ich das wasser /

schieben es im drehn nach oben /

was ich alles trage / schaut /

weil ich leide muß ich seufzen

YUNUS kam / er kann nicht lachen /

keiner ging den weg zu ende /

keiner bleibt auf dieser welt /

weil ich leide muß ich seufzen

## Würdigungen

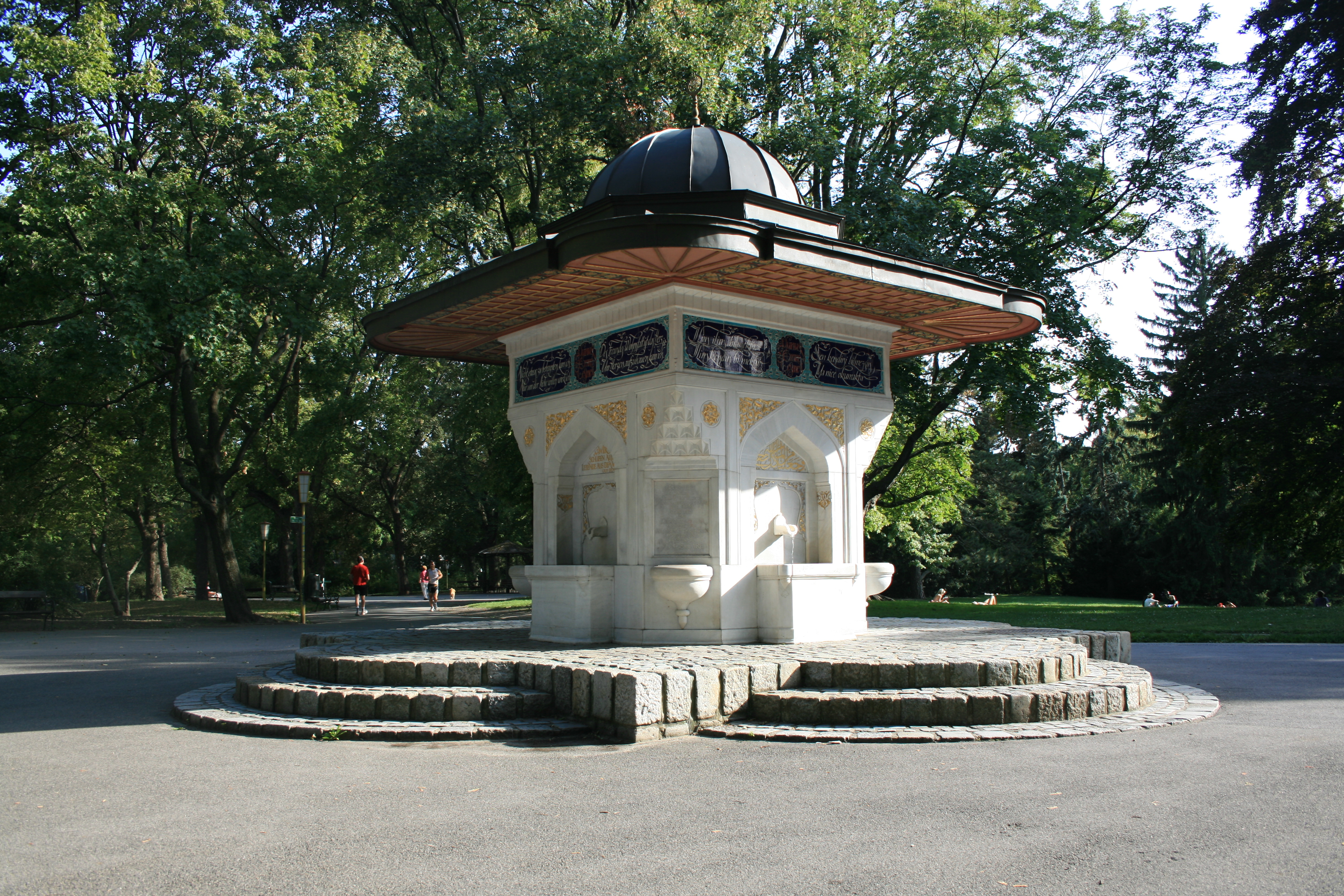
Yunus-Emre-Brunnen im Türkenschanzpark Wien

- Die UNESCO erklärte das Jahr 1990 zum Yunus-Emre-Jahr (Jahr des Friedens und der Liebe).
- Yunus-Emre-Moscheen erinnern an Yunus Emre.
- Der türkische Komponist Ahmed Adnan Saygun schrieb ein Oratorium, in dem 13 religiöse Gedichte Emres behandelt werden.
- Im Türkenschanzpark Wien steht ein Brunnen zu Ehren von Yunus Emre. Der Brunnen ist verziert mit Schriften des Mystikers.
- Auf der Rückseite der ab 1. Januar 2009 gültigen 200-TL-Banknoten ist Yunus Emre abgebildet.
- Die türkische Rundfunkanstalt TRT produzierte 2015 bis 2016 eine Serie über Yunus Emre mit 45 Folgen.